# Pfarrhof Ulrichsberg

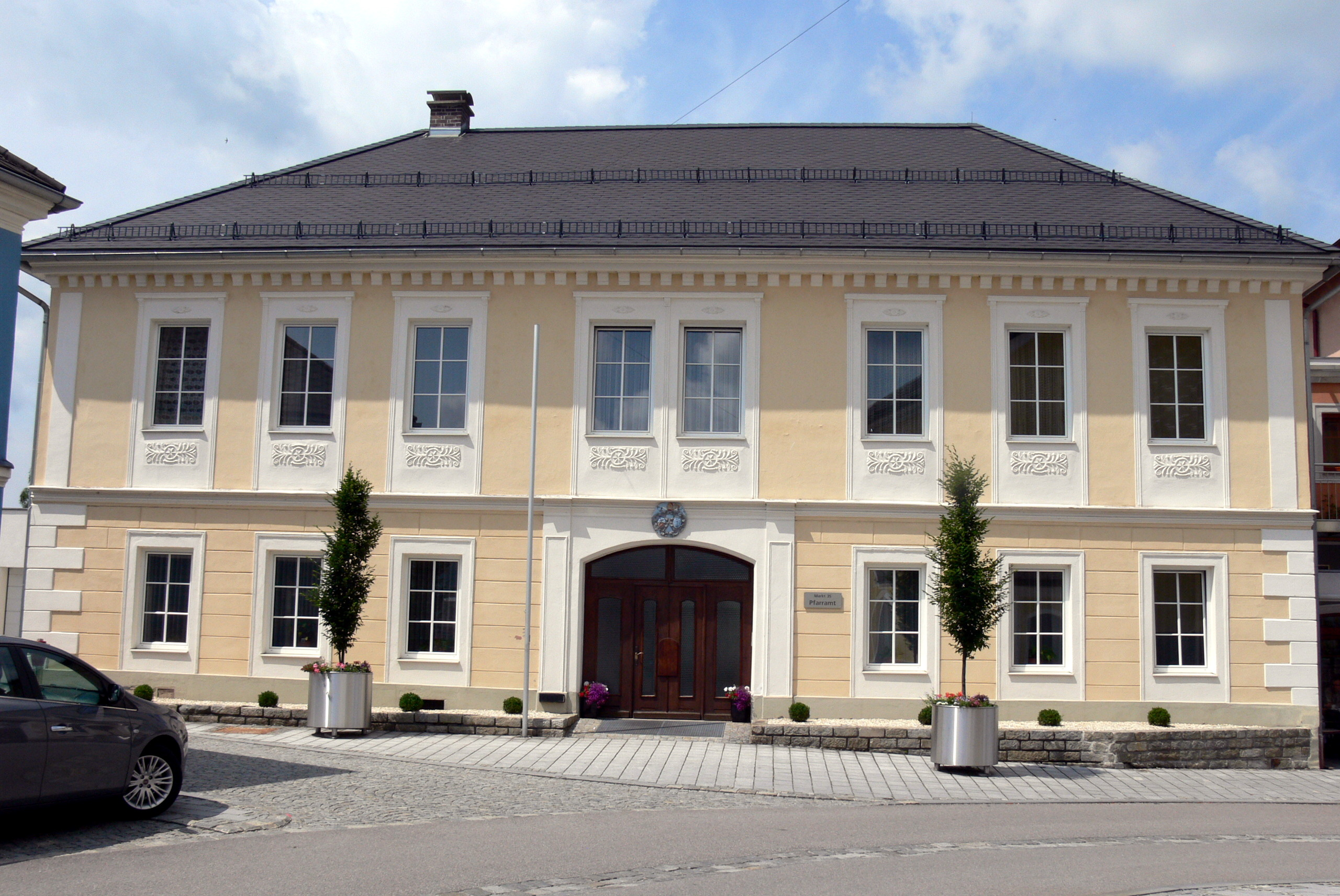
Der Pfarrhof in Ulrichsberg

Der Pfarrhof befindet sich am Markt Nr. 35 in der Gemeinde Ulrichsberg im oberen Mühlviertel in Oberösterreich. Das Gebäude steht unter Denkmalschutz (Listeneintrag).

## Beschreibung
Der Pfarrhof wurde 1873 erbaut.
Es handelt sich um ein zweigeschoßiges Gebäude unter einem Walmdach. Die verputzte Fassade lässt sich stilistisch dem frühen Historismus zuordnen. Im Erdgeschoß ist diese gequadert, die Ecken treten als Lisene zusätzlich hervor. In der Mittelachse liegt ein Segmentbogentor und darüber ein Doppelfenster. Den Abschluss zum Dach bildet ein Zinnenfries.